# Hoang mạc Sonora
Hoang mạc Sonora là một hoang mạc tại Bắc Mỹ, nằm trên một khu vực rộng lớn, trên địa bàn bang Arizona và California ở Đông Nam Hoa Kỳ, và bang Sonora, Baja California, và Baja California Sur ở Tây Bắc México. Đây là hoang mạc nóng nhất México. Nó có diện tích khoảng 260.000 kilômét vuông (100.000 dặm vuông Anh). Phần phía tây của biên giới México - Hoa Kỳ chạy qua hoang mạc Sonora.
Về địa thực vật học, hoang mạc Sonora nằm trong vùng thực vật Madre miền tây nam Bắc Mỹ, một phần của miền Toàn Bắc ở Bán Cầu Tây. Hoang mạc này là nơi cư ngụ của một số loài động-thực vật đặc hữu, như saguaro (Carnegiea gigantea) và Stenocereus thurberi.